# Gwilym Lloyd George
Gwilym Lloyd George, 1er vicomte Tenby, (4 décembre 1894 - 14 février 1967) est un homme politique et ministre britannique. Il est le plus jeune fils de David Lloyd George, et occupe le poste de ministre de l'Intérieur de 1954 à 1957. 

## Jeunesse et éducation
Né à Criccieth dans le nord du Pays de Galles, il est le deuxième fils du Premier ministre libéral David Lloyd George et de sa première épouse, Margaret, fille de Richard Owen. Sa sœur Megan est également active en politique, mais les deux se sont orientés dans des directions politiques opposées - Gwilym à droite, vers les conservateurs et Megan à gauche, rejoignant finalement le Parti travailliste. 
Formé à l'Eastbourne College et au Jesus College de Cambridge, Lloyd George entre dans les Royal Welch Fusiliers en 1914. En 1915, il devient aide de camp du major-général Ivor Philipps, commandant de la 38e division (galloise). Il est transféré à la branche antiaérienne de l'artillerie de la garnison royale en 1916 et atteint le grade de major, étant connu pour la majeure partie de sa carrière politique en tant que major Lloyd George. Il est également mentionné dans les dépêches.

## Début de carrière politique 1922-45
Quittant l'armée en 1918, il trouve un emploi en travaillant avec son père dans le gouvernement de coalition d'après-guerre. Il est notamment administrateur du National Liberal Political Fund de David Lloyd George. 
Il est député libéral du Pembrokeshire de 1922 à 1924 et de nouveau de 1929 à 1950. Il est initialement élu comme un libéral national puis rejoint le Parti libéral réunifié en 1923. En 1931, il est secrétaire parlementaire de la Chambre de commerce du gouvernement national de Ramsay MacDonald mais démissionne lorsque son père David Lloyd George retire son soutien au gouvernement. Gwilym Lloyd George est par la suite membre du groupe libéral indépendant de 1931 à 1935 qui s'oppose au maintien du gouvernement national. Ce groupe est ensuite revenu au principal parti libéral après les élections générales de 1935. 
En 1939, il rejoint le gouvernement de Neville Chamberlain pour le même poste dont il a démissionné en 1931. Dès lors, Lloyd George fonctionne en fait comme un libéral indépendant. En 1941, il est nommé au poste de secrétaire parlementaire du ministère de l'Alimentation puis de ministre des Combustibles et de l'Énergie en 1942. Il reste en poste jusqu'aux élections générales de 1945. C'est après la mort de son père en 1945 que Gwilym commence à écrire son nom de famille comme Lloyd-George. 

## Carrière politique ultérieure, après 1945
À la suite des élections générales de 1945 au cours desquelles il se présente en tant que «national libéral et conservateur» et est réélu par une majorité de 168 voix. Il est approché par le Parti libéral et son rival le Parti national libéral pour présider leurs organisations, mais il refuse. Winston Churchill lui offre un poste dans le cabinet fantôme du Parti conservateur, mais accepte qu'il garde l'étiquette de «libéral». En 1946, Lloyd-George quitte officiellement le Parti libéral. À partir de ce moment, il ne s'associe pas avec ses anciens collègues libéraux (dont sa sœur Megan) et il est ouvertement soutenu par les conservateurs de sa circonscription. Début janvier 1950, il est publiquement désavoué par le Parti libéral pour avoir soutenu les candidats conservateurs, dans les circonscriptions où un candidat libéral se présentait. 
Lloyd-George perd son siège en se présentant à nouveau en tant que national-libéral et conservateur aux élections générales de 1950. Le Parti libéral n'a pas présenté de candidat contre lui, mais cette fois Lloyd George perd contre un candidat du Parti travailliste Desmond Donnelly par 129 voix. Sa carrière dans la politique galloise se termine et un an plus tard, Lloyd George est réélu au parlement en tant que libéral national pour Newcastle upon Tyne North aux élections générales de 1951. Sa candidature est soutenue par Churchill bien que les conservateurs du parti local aient soutenu un indépendant contre Lloyd George. 
De retour au pouvoir, le premier ministre Winston Churchill le nomme ministre de l'Alimentation de 1951 à 1954, et ministre de l'Intérieur et ministre des Affaires galloises de 1954 jusqu'à sa retraite en 1957. Lloyd-George est élevé à la pairie comme vicomte Tenby, de Bulford dans le comté de Pembroke. En 1955, alors qu'il est ministre de l'Intérieur, il refuse de commuer la peine de mort prononcée contre Ruth Ellis, qui est la dernière femme à être exécutée au Royaume-Uni. 

## Famille
Lloyd George épouse Edna Gwenfron, fille de David Jones, en 1921. Ils ont deux enfants: David Lloyd George, 2e vicomte Tenby (1922-1983), et William Lloyd George (3e vicomte Tenby) (né en 1927). Il meurt à l'âge de 72 ans et est remplacé par son fils aîné, David. Lady Tenby est décédée en 1971. 